# Yvonne Catterfeld

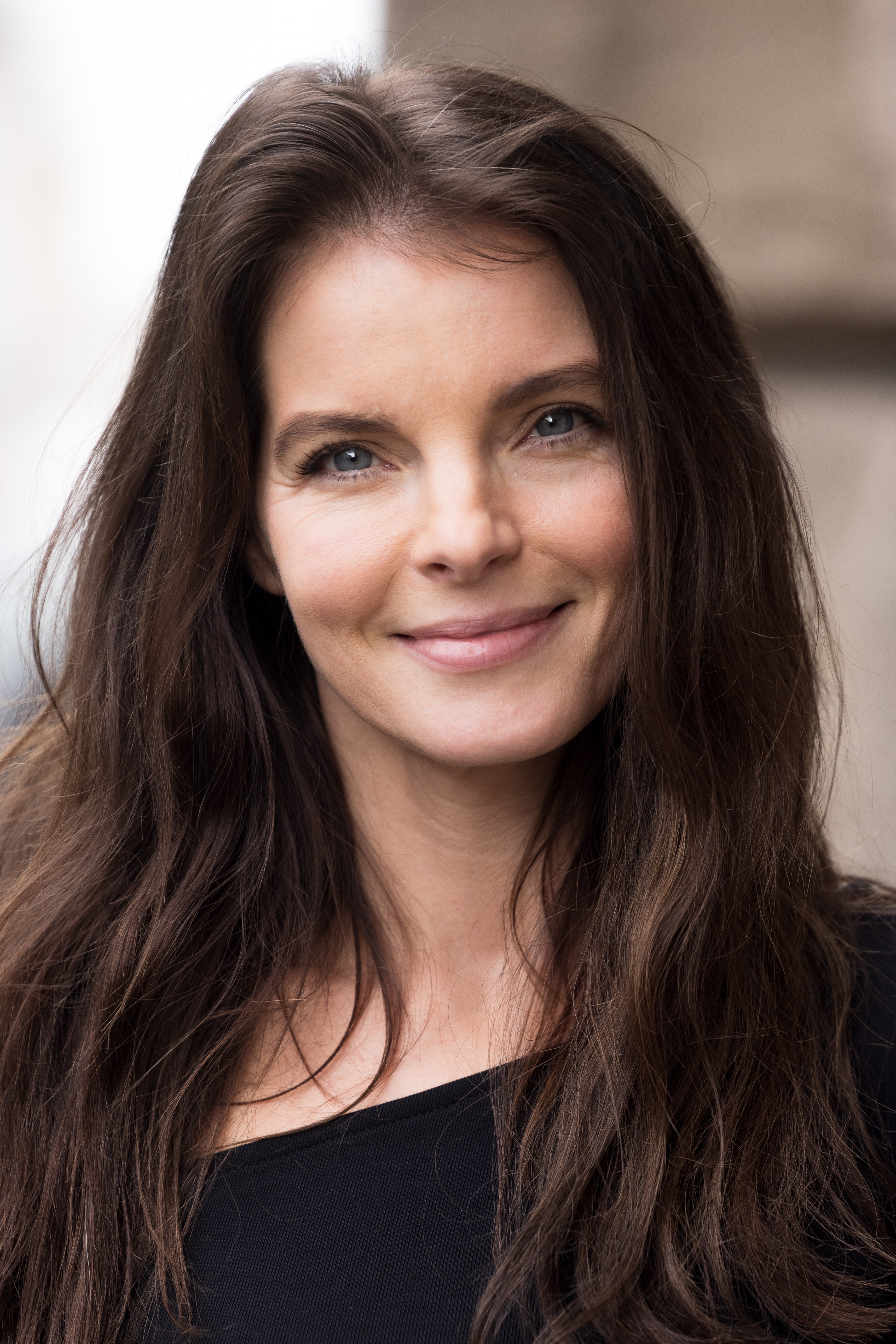
Yvonne Catterfeld (2024)

Yvonne Catterfeld (* 2. Dezember 1979 in Erfurt) ist eine deutsche Sängerin und Schauspielerin.

## Leben

### Anfänge
Catterfeld, Tochter eines Industrieschweißers und einer Lehrerin, nahm ab ihrem 15. Lebensjahr Klavier-, Gitarren-, Gesangs-, Ballett- und Tanzunterricht, unter anderem bei Kerstin Radtke und Chung Luong. Nach dem Abitur am Albert-Schweitzer-Gymnasium in Erfurt nahm sie sich eine einjährige Auszeit. Danach studierte sie zwei Jahre an der Musikhochschule Leipzig Jazz- und Popularmusik und unterrichtete daneben kleine Gesangsgruppen, außerdem war sie Sängerin der Gruppe Jamtonic.
Nach dem Studium nahm sie am Gesangswettbewerb Stimme 2000 teil, der von Peter Sebastian moderiert und vom MDR ausgestrahlt wurde. Dabei nannte sie sich Viviane, sie gab diesen Künstlernamen jedoch bald wieder auf. Der Musikmanager Thomas M. Stein (damals Geschäftsführer der BMG Deutschland, später Jury-Mitglied bei Deutschland sucht den Superstar) traf als Jury-Mitglied die Vorauswahl für Stimme 2000. Das BMG-Plattenlabel Hansa nahm Catterfeld als Zweitplatzierte unter Vertrag. 2001 erschien unter dem Namen Catterfeld ihre erste Single Bum, die nicht in die Charts kam. In den nächsten beiden Jahren erschienen mit Komm zurück zu mir, Niemand sonst und Gefühle drei weitere Singles unter ihrem Familiennamen. Ab September 2001 spielte sie die Rolle der Julia Blum in der RTL-Seifenoper Gute Zeiten, schlechte Zeiten.

### 2003–2006: Musikalischer Durchbruch
Mit dem Titel Für dich, produziert von Dieter Bohlen, Text von Lukas Hilbert, gelang ihr 2003 mit dem ersten Platz in den deutschen Singlecharts der musikalische Durchbruch in Deutschland. Ein Jahr später konnte sie diesen Erfolg mit Du hast mein Herz gebrochen (produziert von Dieter Bohlen, Text von Eko Fresh) wiederholen. Außerdem sang sie 2003 beim Abschiedskonzert von Modern Talking und im Vorprogramm von Nena und Mariah Carey. Ihre erste Moderation übernahm sie bei Lucky Star; die Pop-Rock-Band Silbermond hatte dort ihren ersten Fernsehauftritt. Auch moderierte sie Musikshows wie The Dome und 2003 als Vertretung für Michelle Hunziker Deutschland sucht den Superstar.
2004 trat sie bei einigen Konzerten der Jubiläums-Tour Aufmarsch der Giganten von Udo Lindenberg auf. In Berlin-Treptow wurde sie vom Publikum derart ausgepfiffen und ausgebuht, dass sie unter Tränen die Bühne verließ und auch für das Konzertfinale nicht zurückkehrte. Am 17. Dezember 2004 hatte sie ihren letzten Drehtag bei Gute Zeiten, schlechte Zeiten. Ihren Ausstieg aus der Serie begründete sie damit, dass ihr die Rolle keine weiteren Möglichkeiten geboten habe, sich schauspielerisch auszuprobieren. Ihr Hauptanliegen war nun erst einmal, ihre Gesangskarriere weiterzuverfolgen. Im Frühjahr 2005 erschien ihr drittes Album Unterwegs mit der Singleauskopplung Glaub an mich. Einen Wiedereinstieg in die RTL-Serie schloss sie aus. Unterwegs wurde mit einer goldenen Schallplatte ausgezeichnet.
Im Juni 2005 trennte sich Catterfeld von ihrer Managerin Veronika Jarzombek, die sie seit dem Beginn ihrer Karriere begleitet hatte. Ihr neuer Manager wurde Jürgen Otterstein. Ab dem 8. November 2005 spielte sie in der ARD-Telenovela Sophie – Braut wider Willen die Hauptrolle der Sophie von Ahlen. Da die Einschaltquoten deutlich hinter den Erwartungen des Senders zurückblieben, wurde die Telenovela am 9. März 2006 nach 65 Folgen eingestellt. Im November und Dezember 2006 stand Catterfeld für den RTL-Mystic-Thriller Das Geheimnis des Königssees vor der Kamera. Sie spielte darin die Hauptrolle der Marla.

### 2007–2009: Musikalische Rückkehr und weitere Filme
Catterfelds für das Frühjahr 2007 geplante Tournee wurde wegen einer Kieferoperation abgesagt. Im Vergleich zu früheren CDs verkaufte sich das Album Aura eher mäßig und belegte in den Charts eine Woche lang Platz zehn. Im September 2007 nahm die Sängerin den Titel Better Than Christmas für The Christmas Album von Till Brönner auf.
Wegen ihrer Ähnlichkeit mit Romy Schneider war Catterfeld Anfang 2008 für die Darstellung der Titelrolle in der internationalen Verfilmung Eine Frau wie Romy vorgesehen. Das Engagement kam jedoch nicht zustande.
Am 25. April 2008 sprach sich Catterfeld zusammen mit rund 200 anderen Künstlern in einem offenen Brief an Bundeskanzlerin Angela Merkel gegen Filesharing aus und forderte einen besseren Schutz des geistigen Eigentums. Anlass für den Brief war der von der Weltorganisation für geistiges Eigentum ausgerufene „Tag des geistigen Eigentums“ am 26. April 2008.
2009 spielte Yvonne Catterfeld in dem von RTL produzierten Katastrophenfilm „Vulkan“ eine der Hauptrollen. Sie verkörperte die junge Geologie-Doktorandin „Daniela Eisenach“, die in an der Universität in Potsdam forscht und dabei die drohenden Vorzeichen eines Vulkanausbruchs in dem fiktiven Eifeldorf „Lorchheim“ als erste Person erkennt und sich vor Ort ein Bild von den Warnzeichen macht. Mit ihrer Fachkenntnis unterstützt sie später die Rettungsmaßnahmen.
2010 spielte Catterfeld an der Seite von René Ifrah die Hauptrolle in dem von Sat.1 ausgestrahlten Familiendrama Die Frau des Schläfers.

### 2010–2013: Musikalische Veränderung und Konzentration auf die schauspielerische Arbeit

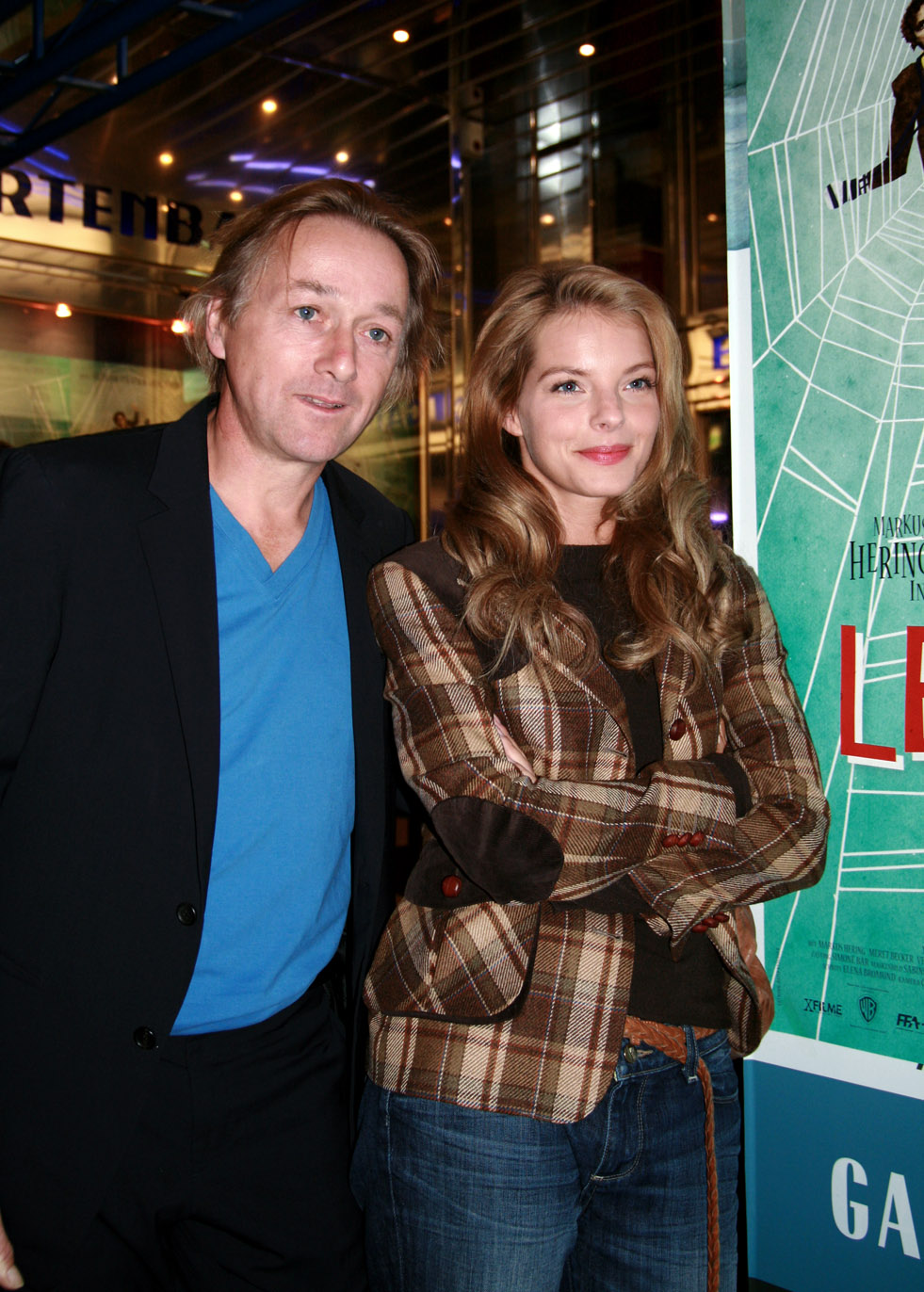
Catterfeld zusammen mit Markus Hering bei einer Premiere ihres Films Das Leben ist zu lang, 2010

Catterfelds Album Blau im Blau, das mit einem kleinen Team und einer kleinen Band realisiert wurde, erschien wegen ihrer umfangreichen Drehverpflichtungen erst im März 2010. Die gleichnamige Single erreichte Platz 52 der deutschen Charts.
2010 spielte sie in dem von ZDF und ORF produzierten Fernsehfilm Das Mädchen auf dem Meeresgrund die Rolle der Lotte Hass. Der Film handelt von den Tauchpionieren Lotte und Hans Hass, der von Benjamin Sadler dargestellt wurde; Regie führte Ben Verbong. Zur Vorbereitung musste Catterfeld den Tauchschein erwerben. Bei einigen Unterwasser-Stuntszenen wurde sie von Anna von Boetticher, der Deutschen Meisterin im Apnoetauchen, gedoubelt. Am 14. Oktober 2011 brachte sie die Kompilation The Best of, Von Anfang bis jetzt auf den Markt, auf der alle bis dahin veröffentlichten Singletitel enthalten sind. Das Album erreichte keine Chartplatzierung. Am 10. November 2011 eröffnete Catterfeld die Bambi-Verleihung mit Beautiful Day, einer Coverversion des gleichnamigen U2-Songs.

### 2013–2015: Rückkehr zur Musik und internationale Filmproduktionen
Nach dreijähriger musikalischer Pause erschien am 22. November 2013 Catterfelds sechstes Album Lieber so. Die erste Single, Pendel, erschien am 8. November 2013. Im Oktober 2013 war sie in dem Fernsehfilm Helden – Wenn dein Land dich braucht zu sehen. 2013 stand sie für den russischen Film Strana khoroshikh detochek (deutsch: ‚Das Land der guten Kinder‘) vor der Kamera, der im Dezember 2013 in den russischen Kinos anlief. Am 1. Mai 2014 startete der französische Film Die Schöne und das Biest von Regisseur Christophe Gans, in dem Catterfeld neben Vincent Cassel und Léa Seydoux in einer Nebenrolle zu sehen ist. Der Film ist eine Adaption des gleichnamigen französischen Volksmärchens.
2015 nahm sie an der zweiten Staffel von Sing meinen Song – Das Tauschkonzert teil. Nach Ausstrahlung der ersten Folge kehrte ihr Album Lieber so in die Charts zurück und erreichte mit Platz acht eine neue Höchstposition. Der Titelsong, den sie selbst in der Sendung gesungen hatte, stieg neu in die Singlecharts ein. Für den Erfolg von Sing meinen Song – Das Tauschkonzert wurde sie am 12. November 2015 mit einem Bambi ausgezeichnet. Am 29. August 2015 vertrat Yvonne Catterfeld mit dem Lied Lieber so Thüringen beim Bundesvision Song Contest 2015 in Bremen und erreichte hinter Mark Forster und der Band Donots den dritten Platz.

### Seit 2016: Voice of Germany und Wolfsland, Chefsache ESC

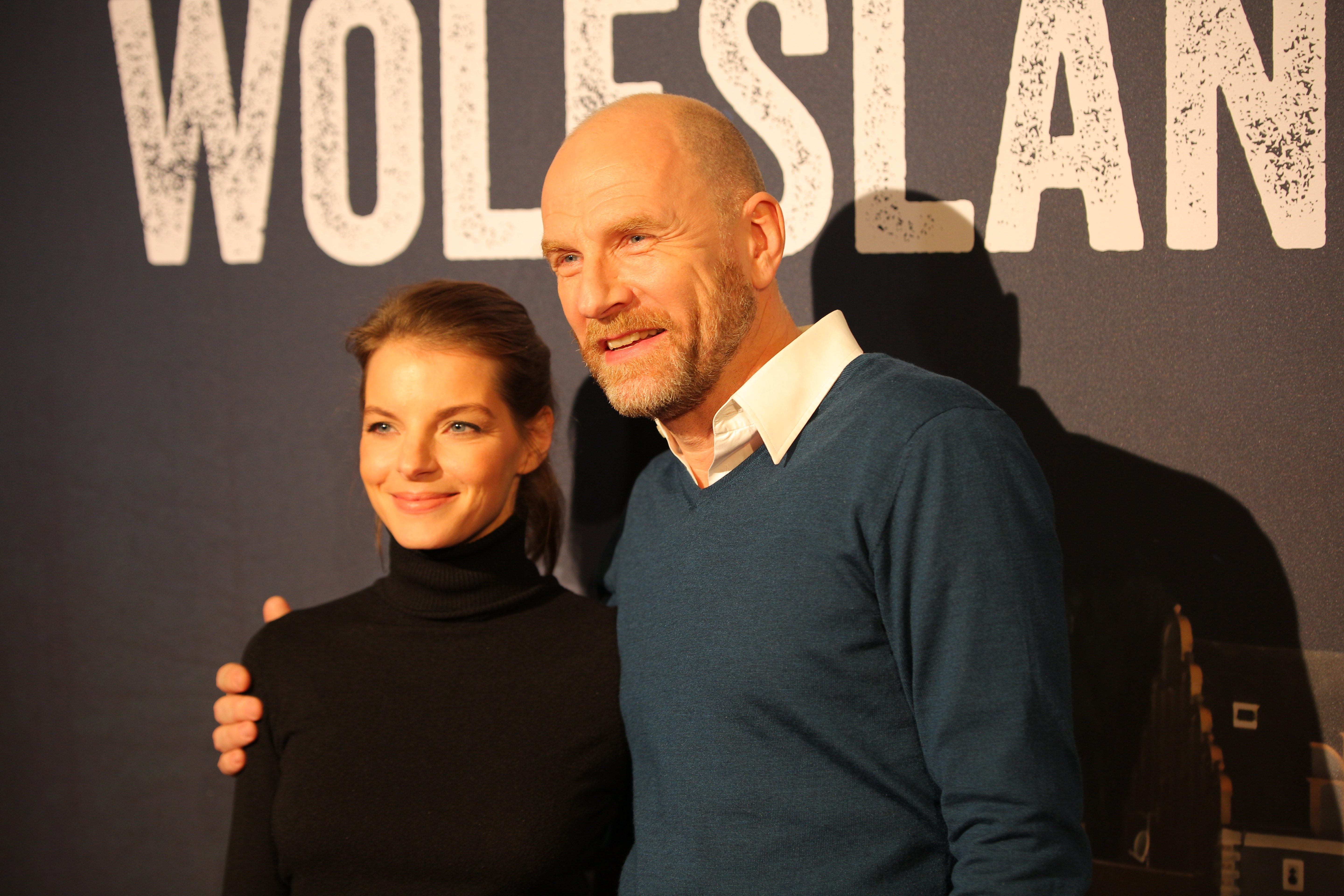
Yvonne Catterfeld zusammen mit Götz Schubert bei der Premiere des ersten Films der Krimireihe Wolfsland, 2016

Von der im Oktober 2016 gestarteten Staffel 6 bis zur im Jahr 2018 erstausgestrahlten Staffel 8 war Catterfeld als Coach in The Voice of Germany zu sehen. Ende November 2016 wurde sie für über 100.000 verkaufte Exemplare ihres Albums Lieber so mit Gold ausgezeichnet. Am 9. Dezember 2016 wurde die Single Irgendwas mit Bengio veröffentlicht. Außerdem gründete Catterfeld ihre eigene Plattenfirma, Veritable Records. Am 10. März 2017 wurde dort ihr siebtes Studioalbum, Guten Morgen Freiheit veröffentlicht. Im Jahr 2018 fungierte sie in der ersten Staffel von The Voice Senior erstmals als Coach. Auch in der zweiten Staffel 2019 ist sie einer der vier Coaches.
In der ARD-Krimireihe Wolfsland, die seit Dezember 2016 ausgestrahlt wird, übernimmt Catterfeld an der Seite von Götz Schubert die Hauptrolle der Görlitzer Kommissarin Viola Delbrück. 2020 kehrte sie zu The Voice of Germany zurück und bildet mit Sängerin Stefanie Kloß ein Duo-Coachteam.
2020 nahm sie als Ansagerin in der Sendung Joko & Klaas gegen ProSieben teil. Im Januar 2021 veröffentlichte sie die Single Patience und im Mai 2021 die Single Let You Go. Beide Songs finden sich auf ihrem Album Change, das im Dezember 2021 erschienen ist. Es ist ihr erstes Album komplett in englischer Sprache.
Im Mai 2024 erschien die Single Move, im September folgte die Single In Between. Beide Songs sind Teil ihres Albums Move, das am 7. März 2025 erschienen ist. In der 14. Staffel 2024 von The Voice of Germany war sie wieder als Coach vertreten.
Im Februar 2025 war Catterfeld an der Seite von Stefan Raab, Elton sowie wechselnden Gastjuroren Teil der Jury für die deutsche Vorentscheidung für den Eurovision Song Contest 2025 in Basel.

## Privatleben

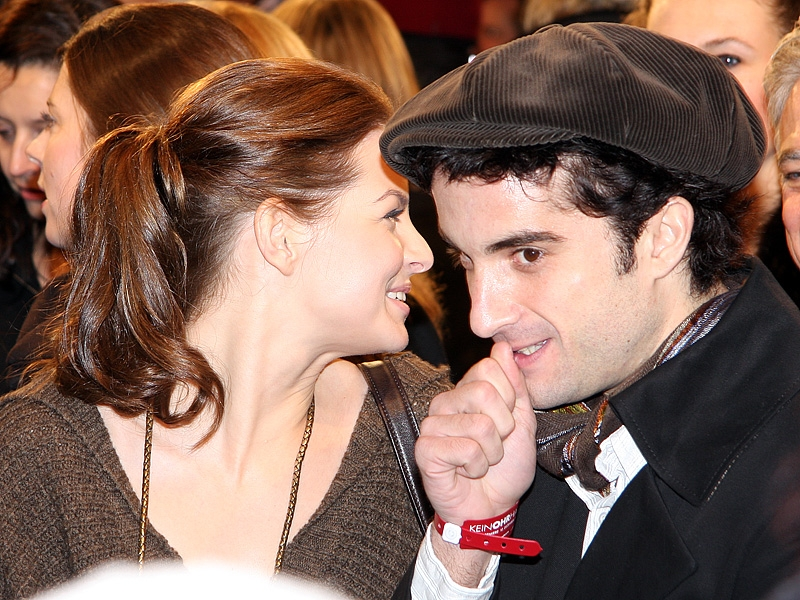
Catterfeld im Jahr 2007 mit ihrem damaligen Partner Oliver Wnuk

Catterfeld hatte im Alter von 14 Jahren in Ungarn einen Unfall mit einem Motorroller, ihre Frontzähne wurden infolgedessen durch Implantate ersetzt. 2007 bekam sie als Spätfolge Periimplantitis.
Catterfeld war von Sommer 2004 bis August 2007 mit dem Schauspieler Wayne Carpendale liiert. Danach begann sie eine Beziehung mit dem Schauspieler Oliver Wnuk, der als Ulf Steinke in der Pro7-Fernsehserie Stromberg bekannt wurde. Das Paar hatte sich bei den Dreharbeiten zu dem Kinofilm U-900 kennengelernt. 2014 wurden Catterfeld und Wnuk Eltern eines Sohnes. Das Paar gab im Dezember 2021 seine Trennung bekannt.

## Diskografie
Studioalben

| Jahr | Titel Musiklabel                              | Höchstplatzierung, Gesamtwochen, AuszeichnungChartplatzierungen (Jahr, Titel, Musiklabel, Platzierungen, Wochen, Auszeichnungen, Anmerkungen) | Höchstplatzierung, Gesamtwochen, AuszeichnungChartplatzierungen (Jahr, Titel, Musiklabel, Platzierungen, Wochen, Auszeichnungen, Anmerkungen) | Höchstplatzierung, Gesamtwochen, AuszeichnungChartplatzierungen (Jahr, Titel, Musiklabel, Platzierungen, Wochen, Auszeichnungen, Anmerkungen) | Anmerkungen                                                 |
| Jahr | Titel Musiklabel                              | DE | AT | CH | Anmerkungen                                                 |
| ---- | --------------------------------------------- | --- | --- | --- | ----------------------------------------------------------- |
| 2003 | Meine Welt Hansa Records (BMG Ariola)         | DE1 Platin · (33 Wo.)DE | AT4 Gold · (20 Wo.)AT | CH3 Gold · (16 Wo.)CH | Erstveröffentlichung: 26. Mai 2003 Verkäufe: + 235.000      |
| 2004 | Farben meiner Welt Hansa Records (Sony BMG)   | DE2 Gold · (45 Wo.)DE | AT9 (22 Wo.)AT | CH7 (8 Wo.)CH | Erstveröffentlichung: 1. März 2004 Verkäufe: + 100.000      |
| 2005 | Unterwegs Hansa Records (Sony BMG)            | DE1 Gold · (23 Wo.)DE | AT4 (12 Wo.)AT | CH18 (11 Wo.)CH | Erstveröffentlichung: 14. März 2005 Verkäufe: + 100.000     |
| 2006 | Aura Columbia Records (Sony BMG)              | DE10 (14 Wo.)DE | AT17 (5 Wo.)AT | CH26 (5 Wo.)CH | Erstveröffentlichung: 20. Oktober 2006                      |
| 2010 | Blau im Blau Columbia Records (Sony)          | DE37 (3 Wo.)DE | AT44 (1 Wo.)AT | — | Erstveröffentlichung: 5. März 2010                          |
| 2013 | Lieber so Polydor (UMG)                       | DE8 Gold · (19 Wo.)DE | AT15 (9 Wo.)AT | CH20 (5 Wo.)CH | Erstveröffentlichung: 22. November 2013 Verkäufe: + 100.000 |
| 2017 | Guten Morgen Freiheit Veritable Records (RTD) | DE4 (10 Wo.)DE | AT4 (11 Wo.)AT | CH7 (4 Wo.)CH | Erstveröffentlichung: 10. März 2017                         |
| 2021 | Change Veritable Records (RTD)                | DE65 (1 Wo.)DE | — | — | Erstveröffentlichung: 3. Dezember 2021                      |
| 2025 | Move Seven.One Starwatch (Sony)               | DE18 (1 Wo.)DE | AT60 (1 Wo.)AT | — | Erstveröffentlichung: 7. März 2025                          |

## Filmografie (Auswahl)

### Kinofilme
- 2007: Keinohrhasen
- 2008: U-900
- 2009: Hexe Lilli – Der Drache und das magische Buch
- 2009: Zweiohrküken
- 2010: Das Leben ist zu lang
- 2013: Sputnik
- 2013: Das Land der guten Kinder (Strana khoroshikh detochek)
- 2014: Die Schöne und das Biest (La Belle et la Bête)
- 2014: Bocksprünge
- 2015: Die Trapp Familie – Ein Leben für die Musik

### Fernsehfilme
- 2007: Wenn Liebe doch so einfach wär’
- 2008: Das Geheimnis des Königssees
- 2008: U-900
- 2009: Vulkan
- 2009: Schatten der Gerechtigkeit
- 2009: Engel sucht Liebe
- 2010: Die Frau des Schläfers
- 2011: Am Ende die Hoffnung
- 2011: Das Mädchen auf dem Meeresgrund
- 2012: Plötzlich 70!
- 2013: Nur eine Nacht
- 2013: Helden – Wenn dein Land dich braucht
- 2014: Cecelia Ahern – Zwischen Himmel und hier
- 2014: Cecelia Ahern – Mein ganzes halbes Leben
- 2014: Herzlichen Glückwunsch, Sie haben gewonnen!
- 2016: Die Pfeiler der Macht
- seit 2016:  Wolfsland:
  - 2016: Ewig Dein
  - 2016: Tief im Wald
  - 2018: Der steinerne Gast
  - 2018: Irrlichter
  - 2019: Das heilige Grab
  - 2019: Heimsuchung
  - 2020: Kein Entkommen
  - 2020: Das Kind vom Finstertor
  - 2021: Böses Blut
  - 2021: Die traurigen Schwestern
  - 2022: 20 Stunden
  - 2022: Das dreckige Dutzend
  - 2023: Das schwarze Herz
  - 2024: In der Schlinge
  - 2025: Schwarzer Spiegel

### Fernsehserien
- 2001–2005: Gute Zeiten, schlechte Zeiten (2001 längere Nebenrolle ab 2002 Hauptrolle)
- 2005: Hallo Robbie! – Schicksalhafte Begegnung
- 2005: Tatort – Der Name der Orchidee
- 2005–2006: Sophie – Braut wider Willen (65 Folgen, durchgehende Hauptrolle)
- 2007: SOKO 5113 – Seifenoper
- 2011: The Promise – Gelobtes Land (vier Folgen)
- 2013: SOKO – Der Prozess (vier Folgen)

### Synchronrollen
- 2004: Große Haie – Kleine Fische
- 2008: Hexe Lilli – Der Drache und das magische Buch
- 2011: Nils Holgerssons wunderbare Reise
- 2012: Niko 2 – Kleines Rentier, großer Held
- 2014: Tinkerbell und die Piratenfee
- 2018: Tabaluga – Der Film

### Fernsehauftritte
- 2015 Sing meinen Song, Vox
- 2016 –2018, 2020, 2024 The Voice of Germany, Coach, Sat.1/ ProSieben
- 2018 – 2019 The Voice Senior, Coach, Sat.1 / ProSieben
- 2025: Chefsache ESC 2025 – Wer singt für Deutschland? (Jurymitglied), RTL
- 2025: Du gewinnst hier nicht die Million bei Stefan Raab, RTL+

## Hörbücher
- 2011: Tanya Stewner: Das Lied der Träumerin, cbj Audio, ISBN 978-3-8371-0849-1.
- 2014: Tanya Stewner: Eine Muschel für Romy, cbj Audio, ISBN 978-3-8371-2563-4.

## Auszeichnungen
| Jahr | Auszeichnung                    | Kategorie                                                               |
| ---- | ------------------------------- | ----------------------------------------------------------------------- |
| 2003 | Bambi                           | Shooting-Star                                                           |
| 2003 | Goldene Stimmgabel              | Erfolgreichste Solistin Pop                                             |
| 2003 | Goldener Wuschel                | Shooting Star des Jahres                                                |
| 2003 | Bravo Otto                      | TV-Star weiblich                                                        |
| 2004 | Berliner Bär (B.Z.-Kulturpreis) | Pop                                                                     |
| 2004 | Echo Pop                        | Künstlerin national Rock/Pop                                            |
| 2004 | Bild Osgar                      |                                                                         |
| 2004 | Bravo Otto                      | TV-Star weiblich                                                        |
| 2015 | Bambi                           | Musik National (Sing meinen Song – Das Tauschkonzert)                   |
| 2018 | Deutscher Fernsehpreis          | Beste Unterhaltung Primetime (The Voice of Germany)                     |
| 2021 | Nickelodeon Kids’ Choice Awards | Lieblings-Team: Deutschland, Österreich, Schweiz (The Voice of Germany) |

## Sonstiges
- Das Lied Niemandsland auf dem Album Meine Welt (2003) stammt von Udo Lindenberg (Ko-Texter und Komposition), der am Lied auch singend beteiligt ist.[26]